# Бобровиці (Кросненський повіт)
Бобровіце (пол. Bobrowice, нім. Bobersberg) — село в Польщі, у гміні Бобровиці Кросненського повіту Любуського воєводства.
Населення — 877 осіб (2011).
У 1975-1998 роках село належало до Зеленогурського воєводства.

## Демографія
Демографічна структура станом на 31 березня 2011 року:
|          | Загалом | Допрацездатний вік | Працездатний вік | Постпрацездатний вік |
| -------- | ------- | ------------------ | ---------------- | -------------------- |
| Чоловіки | 436     | 91                 | 302              | 43                   |
| Жінки    | 441     | 81                 | 259              | 101                  |
| Разом    | 877     | 172                | 561              | 144                  |